# B.R.Z ACOUSTIC
『B.R.Z ACOUSTIC』（ビー・アール・ズィー・アコースティック）は、日本のヴィジュアル系ロックバンド・BREAKERZが2010年4月7日にZAIN RECORDSから発売した2枚目のミニアルバムである。

## 内容
前作『FIGHTERZ』から4か月ぶり、ミニアルバムとしては前作『アオノミライ』から2年ぶりの作品。
今作は初のアコースティックアルバムと銘打たれており、既発楽曲から選出されたアコースティックバージョン音源と新録曲が収録された。
ジャケットの異なる初回限定盤と通常盤の2形態で発売され、初回限定盤には特典としてリード曲「春恋歌」のビデオクリップとオフショット映像を収録したDVDが同梱された。

## 収録曲
| #         | タイトル                                            | 作詞      | 作曲      | 編曲                       | 時間  |
| --------- | --------------------------------------------------- | --------- | --------- | -------------------------- | ----- |
| 1.        | 「春恋歌」                                          | DAIGO     | DAIGO     | 飯田匡彦、BREAKERZ         | 3:59  |
| 2.        | 「アオノミライ 〜Acoustic Version〜」               | DAIGO     | SHINPEI   | 徳永暁人、BREAKERZ         | 3:41  |
| 3.        | 「ダンデライオン 〜Acoustic Version〜」             | DAIGO     | DAIGO     | 小野塚晃、BREAKERZ         | 4:33  |
| 4.        | 「BAMBINO 〜バンビーノ〜 Acoustic Version」         | DAIGO     | SHINPEI   | 葉山たけし、BREAKERZ       | 3:27  |
| 5.        | 「B.R.Z 〜明日への架橋〜 Acoustic Version」         | DAIGO     | DAIGO     | 奥山明、DJ ME-YA、BREAKERZ | 3:59  |
| 6.        | 「Birdman 〜Acoustic Version〜」                    | DAIGO     | AKIHIDE   | BREAKERZ                   | 3:54  |
| 7.        | 「Miss you 〜Acoustic Version〜」                   | DAIGO     | DAIGO     | 小野塚晃、BREAKERZ         | 4:22  |
| 8.        | 「ナンゼンカイ…ナンマンカイ… 〜Acoustic Version〜」 | AKIHIDE   | AKIHIDE   | 藤崎昌弘、BREAKERZ         | 4:59  |
| 合計時間: | 合計時間:                                           | 合計時間: | 合計時間: | 合計時間:                  | 32:54 |

### 解説
1. 春恋歌
新録曲。仮タイトルは「久しぶり」で[1]、DAIGOの実体験を元に今作発売の数年前に制作された。ビデオクリップには映画『君が踊る、夏』での共演過程から木南晴夏が出演している[3]。
2. アオノミライ 〜Acoustic Version〜
1stミニアルバムの収録曲のアコースティックバージョン。
3. ダンデライオン 〜Acoustic Version〜
4thシングルのカップリング曲。
4. BAMBINO 〜バンビーノ〜 Acoustic Version
両A面からなる、5thシングルの表題2曲目のアコースティックバージョン。
5. B.R.Z 〜明日への架橋〜 Acoustic Version
6thシングルのカップリング曲。
6. Birdman 〜Acoustic Version〜
7thシングルのカップリング曲。
7. Miss you 〜Acoustic Version〜
1stアルバムの収録曲のアコースティックバージョン。
8. ナンゼンカイ…ナンマンカイ… 〜Acoustic Version〜
5thシングルのカップリング曲。

## 参加ミュージシャン
BREAKERZ
- DAIGO：Vocal & Chorus
- AKIHIDE：Guitar & Chorus、Programming (#6)
- SHINPEI：Guitar & Chorus

Support Musician
- 山木秀夫：Drum (#1)
- 美久月千晴：Electric Bass (#1)
- 徳永暁人：Programming & Electric Bass  (#2)
- 小野塚晃：Programming (#3,7)
- 葉山たけし：Programming (#4)
- 奥山明：Programming (#5)
- DJ ME-YA：Programming (#5)
- 藤崎昌弘：Programming (#8)
- 中川直子 & Lime Ladies Orchestra：Strings (#8)